# José Paulo da Câmara
D. José Paulo da Câmara (Lisboa, 25 de Janeiro de 1887 - Campinas, Brasil, 1939) foi um poeta, dramaturgo e jornalista português.

## Biografia

### Primeiros anos
Nasceu na cidade de Lisboa em 25 de Janeiro de 1887, filho do dramaturgo e escritor português D. João Maria Evangelista Gonçalves Zarco da Câmara e de D. Eugénia de Melo Breyner.. Era irmão de Tomás da Câmara.

### Carreira profissional
Exerceu como jornalista, e destacou-se igualmente como poeta e dramaturgo, tendo sido o autor de um grande número de peças de teatro, em Portugal e no Brasil. Atingiu uma certa importância na cultura lisboeta, tanto na imprensa como nas letras e no teatro.
Partiu para o Brasil na Década de 1920. Na altura do seu falecimento, chefiava o Departamento de Publicidade nas Empresas Eléctricas Brasileiras.

### Falecimento e família
Em 1916 casou com D. Helena de Melo da Costa, com quem teve os filhos: D. João Maria Evangelista, D. Maria de Assunção, D. Maria do Sagrado Coração, D. António Tomás da Câmara, e D. Francisco de Melo Costa da Câmara.
Faleceu em Abril de 1939, na cidade de Campinas, no Brasil, vítima de uma doença do coração, aos 52 anos de idade.